# Thorns
A Thorns (Tüskék) norvég black metal zenekar. 1989-ben alakultak meg Trondheimban, "Stigma Diabolicum" néven, ezzel az elnevezéssel öt demót adtak ki. Lemezeiket a black metal együttesekre szakosodott Moonfog Productions kiadó dobja piacra. A zenekar a norvég black metal mozgalom egyik korai képviselői közé tartozik.

## Tagok
- Snorre Ruch - gitár, billentyűk, programozás
- John Wesseltoft - basszusgitár, bariton gitár
- Aldrahn - ének
- Christian Broholt - gitár
- Kenneth Kapstad - dobok

## Diszkográfia
- Luna de Nocturnus (demó, 1989, Stigma Diabolicum néven)
- Lacus de Luna (demó, 1990, Stigma Diabolicum néven)
- Grymyrk (demó, 1991, Stigma Diabolicum néven)
- Trondertun (demó, 1992, Stigma Diabolicum néven)
- Thule (demó, 1992, Stigma Diabolicum néven)
- Thorns vs. Emperor (split lemez az Emperorral, 1998)
- Thorns (stúdióalbum, 2001)
- Stigma Diabolicum (válogatáslemez, 2007)